# Frenelle-la-Grande
Frenelle-la-Grande és un municipi francès, situat al departament dels Vosges i a la regió del Gran Est. L'any 2007 tenia 129 habitants.

## Demografia

### Població
El 2007 la població de fet de Frenelle-la-Grande era de 129 persones. Hi havia 48 famílies, de les quals 4 eren unipersonals (4 homes vivint sols), 16 parelles sense fills, 24 parelles amb fills i 4 famílies monoparentals amb fills.
La població ha evolucionat segons el següent gràfic:
Habitants censats

### Habitatges
El 2007 hi havia 52 habitatges, 50 eren l'habitatge principal de la família i 2 estaven desocupats. Tots els 52 habitatges eren cases. Dels 50 habitatges principals, 45 estaven ocupats pels seus propietaris, 4 estaven llogats i ocupats pels llogaters i 1 estava cedit a títol gratuït; 1 tenia tres cambres, 14 en tenien quatre i 35 en tenien cinc o més. 34 habitatges disposaven pel capbaix d'una plaça de pàrquing. A 13 habitatges hi havia un automòbil i a 31 n'hi havia dos o més.

### Piràmide de població
La piràmide de població per edats i sexe el 2009 era:
| Homes | Edats   | Dones |
| ----- | ------- | ----- |
| 0     | 95 o +  | 0     |
| 0     | 90 a 94 | 0     |
| 0     | 85 a 89 | 1     |
| 1     | 80 a 84 | 1     |
| 2     | 75 a 79 | 4     |
| 4     | 70 a 74 | 5     |
| 1     | 65 a 69 | 1     |
| 3     | 60 a 64 | 3     |
| 1     | 55 a 59 | 0     |
| 6     | 50 a 54 | 5     |
| 7     | 45 a 49 | 4     |
| 5     | 40 a 44 | 6     |
| 7     | 35 a 39 | 6     |
| 3     | 30 a 34 | 1     |
| 2     | 25 a 29 | 2     |
| 1     | 20 a 24 | 3     |
| 3     | 15 a 19 | 6     |
| 4     | 10 a 14 | 9     |
| 2     | 5 a 9   | 7     |
| 2     | 0 a 4   | 3     |

## Economia
El 2007 la població en edat de treballar era de 92 persones, 66 eren actives i 26 eren inactives. De les 66 persones actives 64 estaven ocupades (36 homes i 28 dones) i 2 estaven aturades (2 dones i 2 dones). De les 26 persones inactives 8 estaven jubilades, 11 estaven estudiant i 7 estaven classificades com a «altres inactius».

### Ingressos
El 2009 a Frenelle-la-Grande hi havia 49 unitats fiscals que integraven 121 persones, la mediana anual d'ingressos fiscals per persona era de 19.443 €.

### Activitats econòmiques
Dels 2 establiments que hi havia el 2007, 1 era d'una empresa de fabricació d'altres productes industrials i 1 d'una empresa d'hostatgeria i restauració.
L'any 2000 a Frenelle-la-Grande hi havia 5 explotacions agrícoles.

## Poblacions més properes
El següent diagrama mostra les poblacions més properes.